# Ідеальні дні
«Ідеальні дні» — драматичний фільм 2023 року, знятий Вімом Вендерсом. Спільне виробництво Японії та Німеччини. Фільм розповідає про життя чоловіка, на ім'я Хіраяма — прибиральника туалетів в Токіо. Премʼєра відбулася на Каннському кінофестивалі 2023, де актор Кодзі Якусьо отримав нагороду як найкращий актор, а стрічка виграла Приз Екуменічного журі. Фільм було номіновано на Оскар 2024 в категорії «Найкращий міжнародний художній фільм».

## Передісторія

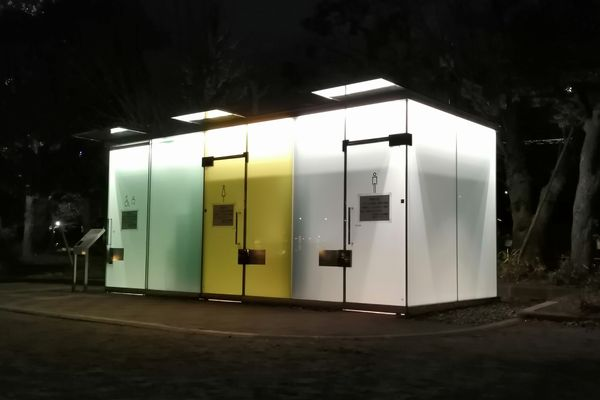
Громадська вбиральна в Токіо, одна з локацій фільму

Ім’я головного героя «Ідеальних днів» — Хіраяма — омаж на фільм японського режисера Ясудзіро Одзу «Смак осінньої сайри».
На створення фільму Віма Вендерса надихнула культура незвичних громадських туалетів у Японії. Його запросили в Токіо, аби він оцінив 17 нових вбиралень, кожну з яких збудував спеціально запрошений архітектор до літніх Олімпійських ігор у Токіо. Зрештою враження від цієї поїздки вилились у новий фільм. Стрічку знімали рівно 17 днів. 

## Сюжет
Хіраяма живе в Токіо та працює прибиральником туалетів. Щодня він спокійно їздить із роботи на роботу у своєму мікроавтобусі, слухаючи рок 1970-х на стареньких аудіокасетах: Патті Сміт, The Animals, The Velvet Underground та інші. Хіраяма цілком задоволений своїм життям, дотримується чіткого розпорядку дня, а у вільний час читає книги та вирощує дерева. Також чоловік має незвичне хобі: він фотографує на плівкову «мильницю» гру світла та тіні у кронах дерев. Його маленька аскетична квартира заповнена книгами, музичними касетами та коробками з його фотографіями. Поступово, через низку зустрічей, особистість Хіраями розкривається глибше. Ритм повсякденної рутини порушується, коли його племінниця-підліток Ніко несподівано з'являється в його домі. Вона втекла з дому від своєї матері, відчуженої та багатої сестри Хіраями.
Після титрів є фінальний кадр із поясненням слова «Komorebi», яке є лише в японській мові. Його можна перекласти як «сонячне світло, що просочується крізь дерева».

## У ролях
| Актор           | Роль      |
| --------------- | --------- |
| Кодзі Якусьо    | Хіраяма   |
| Токіо Емото     | Такаші    |
| Аой Ямада       | Ая        |
| Аріса Накано    | Ніко      |
| Юмі Асо         | Кейко     |
| Саюрі Ісікава   | мама      |
| Томокадзу Міура | Томояма   |
| Мін Танака      | безхатько |

## Нагороди
| Рік  | Премія                                        | Категорія                                        | Одержувач      | Результат   | Дж.    |
| ---- | --------------------------------------------- | ------------------------------------------------ | -------------- | ----------- | ------ |
| 2023 | Міжнародний кінофестиваль «Брати Манакі»      | «Золота камера 300»                              | Франц Лустіг   | Номінація   | [ 9 ]  |
| 2023 | Асоціація кінокритиків Торонто                | «Найкраще виконання»                             | Кодзі Якусьо   | Друге місце | [ 10 ] |
| 2023 | Міжнародний кінофестиваль у Мішкольці         | «Премія Емеріка Прессбургера за найкращий фільм» | «Ідеальні дні» | Номінація   |        |
| 2023 | Кінофестиваль у Монклері                      | «Молодший приз журі»                             | «Ідеальні дні» | Перемога    |        |
| 2023 | Асоціація кінокритиків Сент-Луїса             | «Найкращий іноземний фільм»                      | «Ідеальні дні» | Номінація   |        |
| 2023 | Асоціація кінокритиків Північного Техасу      | «Найкращий іноземний фільм»                      | «Ідеальні дні» | Номінація   |        |
| 2023 | Спілка кінокритиків Бостона                   | «Найкращий актор»                                | Кодзі Якусьо   | Друге місце |        |
| 2023 | Каннський кінофестиваль                       | «Найкращий актор»                                | Кодзі Якусьо   | Перемога    | [ 11 ] |
| 2023 | Каннський кінофестиваль                       | Золота пальмова гілка                            | Вім Вендерс    | Номінація   | [ 12 ] |
| 2023 | Каннський кінофестиваль                       | «Приз Екуменічного журі»                         | Вім Вендерс    | Перемога    | [ 13 ] |
| 2023 | Асоціація кінокритиків Вашингтона             | «Найкращий іноземний фільм»                      | «Ідеальні дні» | Номінація   | [ 14 ] |
| 2023 | Азіатсько-Тихоокеанська кінопремія            | «Найкращий фільм»                                | «Ідеальні дні» | Перемога    | [ 15 ] |
| 2023 | Азіатсько-Тихоокеанська кінопремія            | «Найкраще виконання»                             | Кодзі Якусьо   | Номінація   | [ 15 ] |
| 2024 | Сезар                                         | «Найкращий іноземний фільм»                      | «Ідеальні дні» | Номінація   | [ 16 ] |
| 2024 | Нагороди кіно та творчого мистецтва Astra     | «Найкращий іноземний фільм»                      | «Ідеальні дні» | Номінація   | [ 17 ] |
| 2024 | Нагороди кіно та творчого мистецтва Astra     | «Найкращий іноземний актор»                      | Кодзі Якусьо   | Номінація   | [ 17 ] |
| 2024 | Нагороди кіно та творчого мистецтва Astra     | «Найкращий міжнародний режисер»                  | Вім Вендерс    | Номінація   | [ 17 ] |
| 2024 | Премія кінокритиків Сіетла                    | «Найкращий іноземний актор»                      | Кодзі Якусьо   | Номінація   |        |
| 2024 | Премія Асоціації кінокритиків Джорджії        | «Найкращий іноземний фільм»                      | «Ідеальні дні» | Номінація   |        |
| 2024 | Союз кінокритиків Бельгії                     | «Гран-прі»                                       | «Ідеальні дні» | Номінація   |        |
| 2024 | Премія Кола кінокритиків затоки Сан-Франциско | «Найкращий іноземний фільм»                      | «Ідеальні дні» | Номінація   |        |
| 2024 | Кінопремія «Вибір критиків»                   | «Найкращий іноземний фільм»                      | «Ідеальні дні» | Номінація   |        |
| 2024 | Товариство кінокритиків Г'юстона              | «Найкращий іноземний фільм»                      | «Ідеальні дні» | Номінація   |        |
| 2024 | Кінема Дзюмпо                                 | «Найкращий актор»                                | Кодзі Якусьо   | Перемога    |        |
| 2024 | Премія Японської академії                     | «Найкращий фільм року»                           | «Ідеальні дні» | Номінація   |        |
| 2024 | Премія Японської академії                     | «Найкращий режисер року»                         | Вім Вендерс    | Перемога    |        |
| 2024 | Премія Японської академії                     | «Видатне виконання головної чоловічої ролі»      | Кодзі Якусьо   | Перемога    |        |
| 2024 | Оскар                                         | «Найкращий міжнародний повнометражний фільм»     | «Ідеальні дні» | Номінація   | [ 3 ]  |
| 2024 | Азійська кінопремія                           | «Найкращий фільм»                                | «Ідеальні дні» | Номінація   |        |
| 2024 | Азійська кінопремія                           | «Найкращий актор»                                | Кодзі Якусьо   | Перемога    |        |
| 2024 | Блакитна стрічка                              | «Найкращий фільм»                                | «Ідеальні дні» | Номінація   |        |
| 2024 | Блакитна стрічка                              | «Найкращий актор»                                | Кодзі Якусьо   | Номінація   |        |